# North Waltham
North Waltham är en by och civil parish i Basingstoke and Deane i Hampshire i England. Orten har 870 invånare (2011).